# Kazimierz Barburski
Kazimierz Zygfryd Barburski, né le 7 août 1942 à Łódź où il est mort le 26 mai 2016,, est un escrimeur polonais spécialiste de l'épée.

## Carrière
Kazimierz Barburski participe aux Jeux olympiques de 1968 à Mexico et remporte la médaille de bronze avec l'équipe de l'épée masculine composé de Bohdan Andrzejewski, Henryk Nielaba, Michal Butkiewicz et Bohdan Gonsior. Il est aussi médaillé d'argent en épée par équipe aux Championnats du monde d'escrime 1970.